# Eisingen (Enz)
Eisingen es un municipio alemán del Distrito de Enz, en el estado federado de Baden-Wurtemberg. Según datos oficiales, a finales de 2016 contaba con una población aproximada de 4641 habitantes.

## Geografía
Eisingen se localiza en la parte septentrional de la Selva Negra, a unos 10 km al oeste de la ciudad de Pforzheim, en la región administrativa de Karlsruhe. El municipio se encuentra cerca del río Enz, un afluente del río Neckar, en un área caracterizada por colinas suaves, bosques mixtos y tierras agrícolas.

## Historia
Los primeros asentamientos documentados en el área datan de la Edad Media, cuando el territorio formaba parte del Margraviato de Baden. A lo largo de su historia, Eisingen ha estado vinculado principalmente a la agricultura, la silvicultura y, en épocas más recientes, a la industria ligera y los servicios.

## Economía y transporte
La economía local combina pequeñas y medianas empresas, talleres artesanales y comercios. Eisingen está conectado por carretera con Pforzheim y Karlsruhe, y dispone de enlaces de autobús que facilitan la movilidad hacia las principales ciudades de la región.